# Akimahende!
Akimahende! (あきまへんで!) est une série télévisée japonaise, drama en 11 épisodes diffusée d'octobre à décembre 1998 sur la chaîne TBS. Le thème du générique est Venus Accident, par le duo pool bit boys.
Une femme travailleuse d'une soixantaine d'années (Tamao Nakamura) accepte enfin d'épouser un homme riche, trente ans après sa première demande. Mais elle veut auparavant se faire accepter par les enfants de celui-ci, deux adultes (Yuki Uchida et Norika Fujiwara) et deux enfants (Anne Suzuki et Kazunari Ninomiya). Pour cela, elle se fait passer pour la nouvelle gouvernante de l'imposante demeure où ils vivent tous encore, gardant le secret sur son statut de future belle-mère, et tente de régler les nombreux problèmes de la maisonnée.

## Distribution
- Tamao Nakamura : Kiyomizu Katsura
- Yuki Uchida : Aoki Sumire
- Norika Fujiwara : Aoki Ayame
- Anne Suzuki : Aoki Satsuki
- Kazunari Ninomiya : Aoki Taiki

- Kato Reiko
- Miyagi Shunta
- Tsuruta Sayaka
- Ganryu Taro
- Amemiya Toko
- Kawaoka Daijiro
- Moriyama Shuichiro
- Takahashi Katsunori
- Nishimura Masahiko
- Hashizume Isao